# Predosa
Predosa, (la Përiosa en piemontès) és un municipi situat al territori de la província d'Alessandria, a la regió del Piemont (Itàlia).
Limita amb els municipis de Basaluzzo, Bosco Marengo, Capriata d'Orba, Carpeneto, Casal Cermelli, Castellazzo Bormida, Castelspina, Fresonara, Rocca Grimalda i Sezzadio.
Pertanyen al municipi les frazioni de Castelferro, Mantovana i Retorto.

## Galeria fotogràfica

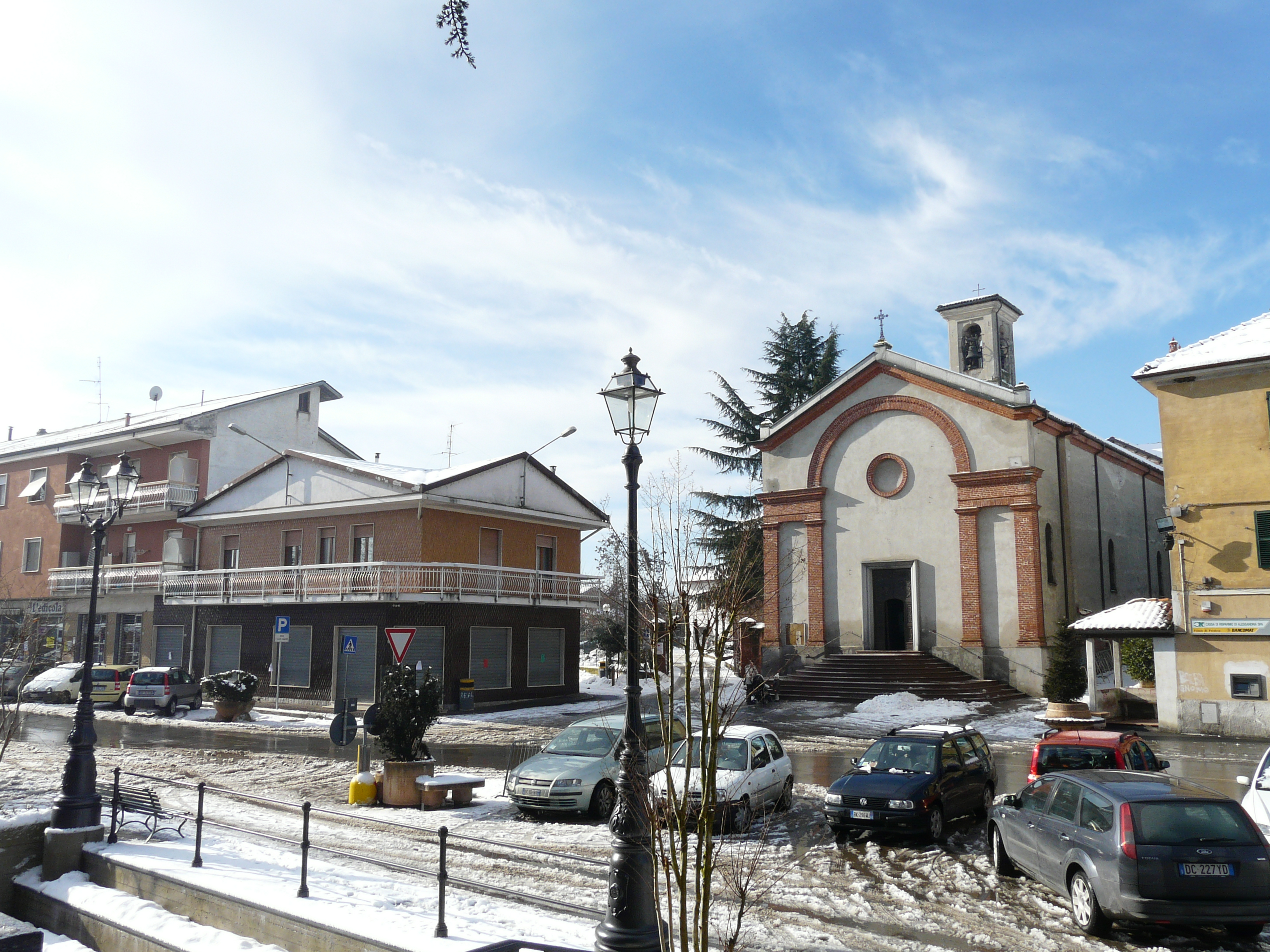
Vista del poble
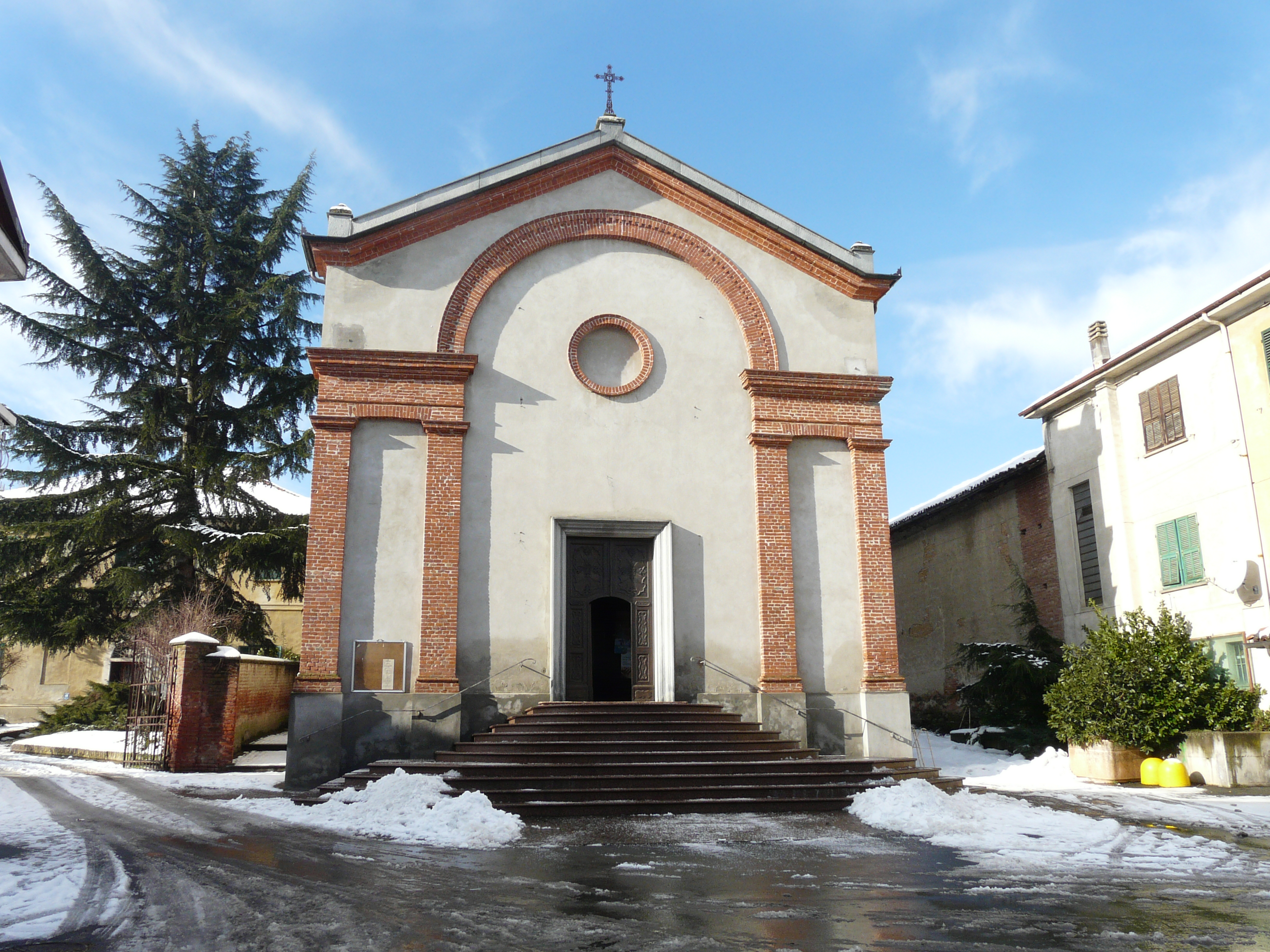
Església parroquial
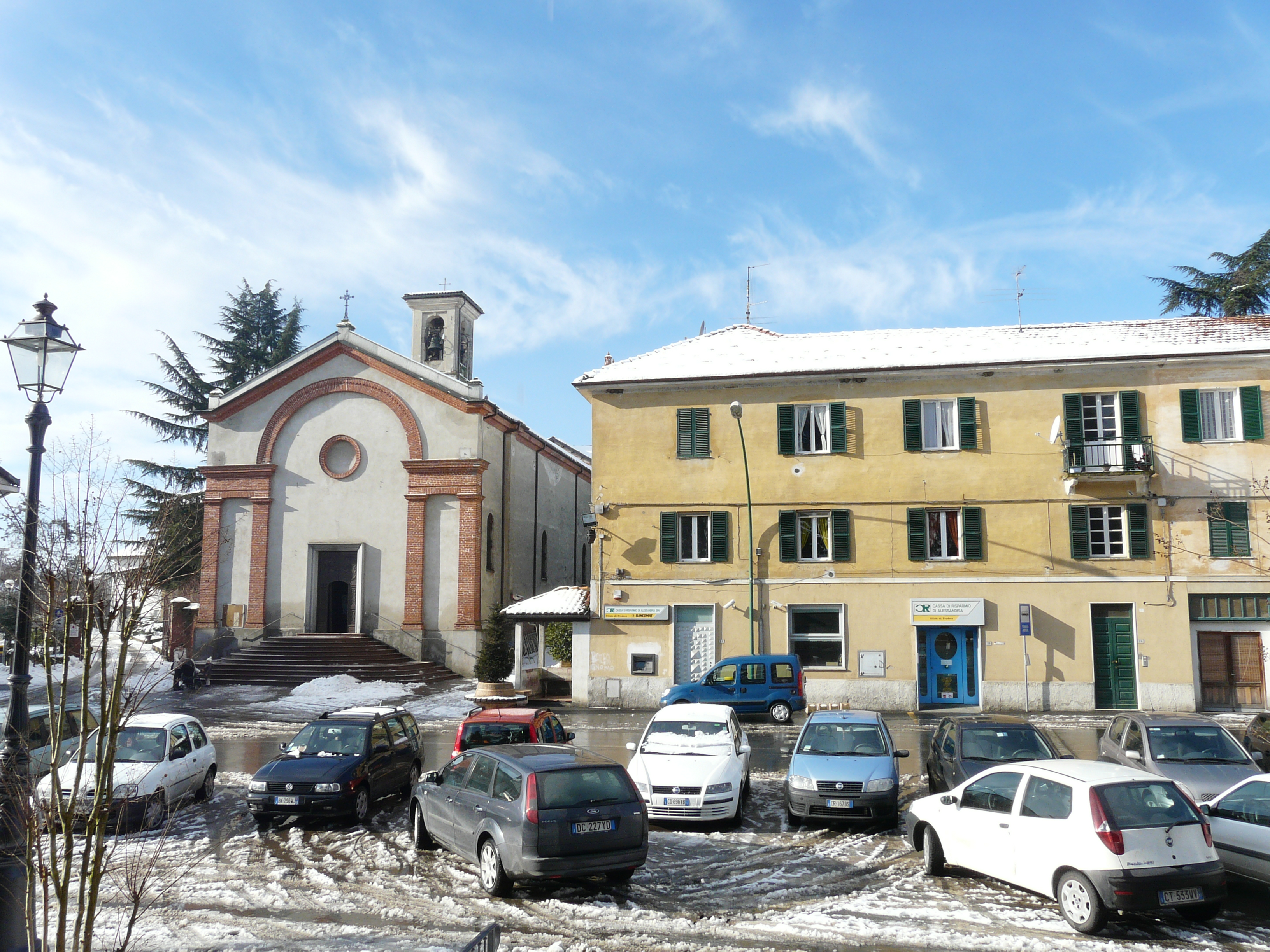
La plaça
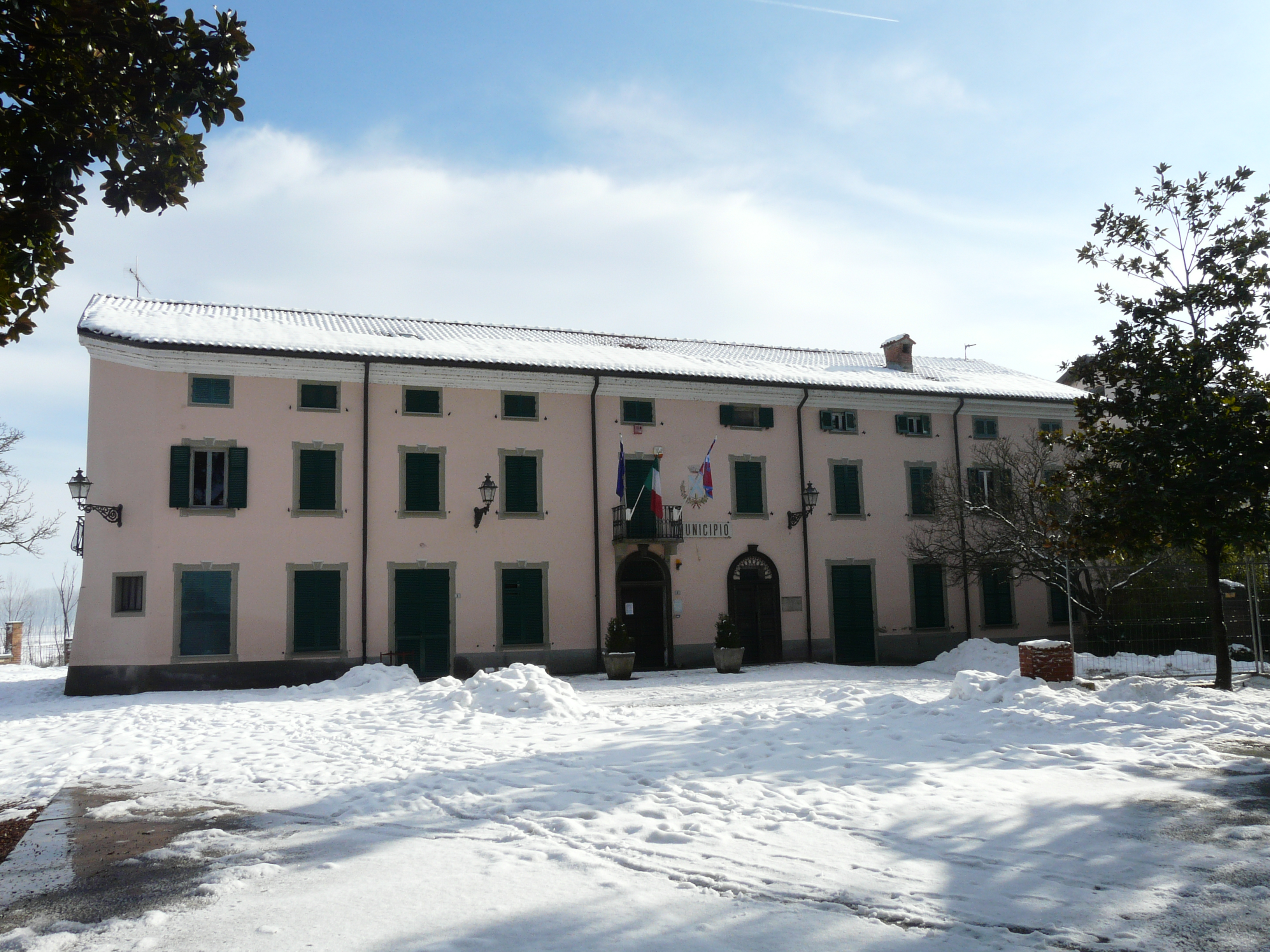
Ajuntament